# いしいそうたろうのチューチューレディオ
『いしいそうたろうのチューチューレディオ』は、YBSラジオで2021年9月28日から放送しているラジオ番組。放送時間は火曜 19:00 - 21:00。

## 概要
よしもと山梨県住みます芸人、いしいそうたろうの2時間の生放送。火曜の夜、エンタメニュース、投稿コーナーを交えながらゆる～くお送りする番組。
番組ではチュチュナー からの投稿をTwitter、メール、YBSアプリで受け付けている。
2012年10月から2013年3月の土曜19:30-21:00に、当時の相方ぴっかり高木と、同じYBSラジオで「ブーブーレディオ/Boo Boo Radio」という類似した名前の番組を担当していた。

## 出演
- パーソナリティ：いしいそうたろう（山梨県住みます芸人）

### 代役
- 2023年7月11日：世間知らズ[3][注 4]
- 2023年8月1日：ティ・カトウ（山梨県住みます芸人）、アホマイルド坂本（神奈川県住みます芸人[4]
- 2024年1月16日：世間知らズ、まぁたん（センチュリー21 NEXT STYLE代表・松澤正博）[注 5]

### 旧出演者
- 準レギュラー（月2回程度）：高咲陽菜（元でんぱ組.inc） 2024年1月30日 - 2025年4月1日
- 笑い屋：水田飛翔夢（吉本興業マネージャー） 2021年9月28日-2024年7月9日
- 構成作家：田辺和也（べーやん） 2021年11月9日 - 2022年10月25日

## コーナー

### 19時台
- いしいのお絵描きロック

いしいがロックな絵描き歌を歌いながら描いた絵が何かをチュチュナーが当てる。メールで解答を募集し、正解者が出たら番組スポンサー・古民家食堂ずで食事をする際にドリンク1杯サービスを受けられる。番組エンディングで正解および正解者がいたかの発表を行い、その正解がサービスのキーワードになる。公式Xアカウントが開設されてからはいしいが歌う様子が動画でアップされるようになった。
- サンマルシェふじかわ お買い得情報[5]
- これって、チュチュナーですか？

日常で起こった事、見かけた人など、これってチュチュナーか？と思ったことを大募集！

### 20時台
- 夜の富士山へ

夜の富士山に受け止めてほしい一言を、チュチュナーに代わっていしいが叫ぶ。
- ジェネレーションギャップクイズたいけチュ（奥田出演時）

いしいと奥田でジェネレーションギャップに関するクイズを出し合い、負けるた方が罰ゲームを受ける。その様子は公式Xアカウントに動画でアップされるようになった。
- オオギリ山

「山梨百名山の一つに入っているとかいないとか、いまだかつて登りきった登山家がいないという険しい秘境の山、オオギリ山。その山のいただき目指して今日もリスナーというクライマーたちが挑むという。今夜、山のいただきに立つのは誰なのか…。」大喜利コーナー。テーマに沿った投稿をリスナーから募集し、いしいが「○合目」という評価を下す。時には「出禁」、「自宅待機」などの評価が出ることもある。その日最も秀逸な投稿を送ったリスナーには「チューチューアルピニスト」の称号が与えられる。
- 味わいたい。

じっくり読みたいメールをいしいが選んで読むコーナー。

### 過去

#### 19時台
- いしいLINEスタンプつくるってさ！

いしいのLINEスタンプ案を募集するコーナー。最終的にLINEスタンプが制作され、販売に至った。
- いしい偉人への道

偉人の名言穴あきクイズにいしいが正解すると、番組スポンサー・やみつきクレープヒロシのお好きなクレープ一人1点、最大200円が値引きに。値引きに必要なキーワードはコーナー内で発表する。

#### 20時台
- いしいの夜な夜なインプット

いしいが気になった映画の作品などを紹介するコーナー。2022年度より月曜キックス内に「北口ラジオサロン いしいの部屋」として同趣旨のコーナーが誕生した。
- Dearパパ

2022年度スコーパーキャスター染谷香衣・神谷真子が愛するパパに手紙を書いて朗読する。
- どうする？そうたろう

スコーパーキャスター卒業に伴い、「Dearパパ」のコーナーが終了となったが、新しいコーナーが決まっていないため、この名前でコーナーを行っている。新コーナーの企画や内容の募集であったり、ゲストを招いたりといった内容である。
- 小説130

いしいが物語の冒頭部分を投稿し、続きをメールで募集して毎週リレー小説のように繋げる。ルールは130文字以内、終わらせない様にすること。X（旧ツイッター）で公開するため、ハッシュタグの文字数を確保させる必要があるため。
いしいが以下のnoteを使用して第1回から最新の投稿まで見られるように毎週更新している。2023年12月19日の放送分をもって小説が終結した。翌週12月26日の放送では、櫻井和明、小松千絵、服部廉太郎の3人のアナウンサーにより、朗読劇として披露された。尚、2024年1月9日放送分より新シリーズが始まった。以降は5回で完結することになっている。
→ チューチューレディオ『小説130』 (sotaerochuchu/n/na9c6b7ce2840) - note
- 教えてひな鳥ーむ

「ひな鳥ーむ」は高咲のこと。準レギュラーの高咲陽菜が出演する日は、チュチュナーから寄せられた質問に高咲が答える。
- いしいとひなのフィーリング・チューニング

いしいと高咲がリスナーからのお題に同じ答えを出せるのかというコーナー。（高咲陽菜出演時のみ）

## エピソード
- 山梨放送のアナウンサーである服部廉太郎は、番組開始以来素性を隠していちチュチュナーとして投稿を行っていた。2022年8月7日に山日YBSホールで行われた番組イベントにゲスト出演し、チュチュナーの前で発表した[11]。
- 2022年4月に開始したDearパパのコーナーにはスコーパーキャスターの染谷香衣、神谷真子が週替わりで出演している。第5週がある月の最終週は5週目の女として山﨑祐依が出演していたが、2022年9月末のスコーパーキャスター卒業とともに、9月27日の放送をもって番組を卒業した[12]。
- 2022年10月29日に開催された第49回信玄公祭り～世界最大の武者行列～に、甲州軍団 山の6番隊「山本勘助晴幸隊」の副将として出陣し、チュチュナー、『はみだし しゃべくりラジオ キックス』のリスナーとともに、甲府市中心部を甲冑姿で練り歩いた[13][14]。
- 2023年3月にDearパパのコーナーを担当したスコーパーキャスターが卒業し[15]、コーナーが終了することになったが、4月に入っても内容が決まらず、「どうする？そうたろう」と題して新コーナーの内容を募集したり[16]、一部チュチュナーやゲストに電話をしたりと不安定な状態が4週続いた[17][18][19]。
- 2023年12月12日、放送中の20時20分頃、タイ・チャーン・アリーナで開催された、AFCチャンピオンズリーグ（ACL）グループH第6節 ブリーラム・ユナイテッドFCvsヴァンフォーレ甲府の試合が終了し、ヴァンフォーレ甲府の勝利とグループステージ突破が決定すると、速報を読むためにアナウンサーの和泉義治、服部廉太郎、続いて櫻井和明がスタジオに乱入し、特番体制に切り替わった[20]。番組終盤には休暇を取得して現地観戦していた小松千絵も電話出演し、盛り上がりの様子を伝えた。当日放送予定だった「オオギリ山」、「味わいたい」のコーナーは休止となり、翌週に延期となった[21]。
- 2024年1月30日よりでんぱ組.incの高咲陽菜が準レギュラーとして出演している。月2回程度の出演であるが、甲府のスタジオまで来られない場合は、東京支社のTokyo 909 Studioからリモート出演している。
- 2024年7月13日に道の駅富士川で開催された「道の駅富士川10周年第2回いしいフェス2024」の会場にて、当日来場した観客と一緒に新しいジングルを収録した。7月16日の放送分から使用している。
- 準レギュラーの高咲陽菜が2025年4月6日で引退する[22]ことに伴い、最終出演日の2025年4月1日は『高咲陽菜のチューチューレディオ』として高咲がメインパーソナリティを務めた[23]。

## イベント・特別企画

### イベント
- いしいそうたろうのチューチューレディオ 〜笑いの花火、上から見るか？横から見るか？〜[24]

公開録音。　日時：2022年8月7日 13:30 -　会場：山日YBSホール
- チューチューレディオトークショー[25]

日時：2024年10月12日　会場：笛吹みんなの広場
「笛吹グルメ・ワインFesta & YBSラジオ祭り」のステージMCをいしいと高咲で担当し、その中で当番組のトークショーが開催された。トークショーでは「いしいとひなのフィーリング・チューニング」のコーナーを公開で行った。また、当日来場した観客と一緒に新しいジングルを収録した。10月16日の放送分から使用している。

### 特別企画
- いしいそうたろうのチューチューレディオ x YBSアプリ5万ダウンロードご恩返し祭り 同時生配信

2022年12月20日の放送をYBSアプリ及びYouTube のYBS山梨放送 公式チャンネル で放送の様子を同時生配信した。
- 勝手に山梨紅白歌合戦！2022

2022年12月27日放送にて、櫻井和明アナウンサーチームと、いしいそうたろうチームに、出演者とYBS関係者が分かれてカラオケ対決をした。
|                             | 紅組（いしいそうたろうチーム）                     | 紅組（いしいそうたろうチーム）                     | 紅組（いしいそうたろうチーム）                     | 白組（櫻井和明チーム）                             | 白組（櫻井和明チーム）                             | 白組（櫻井和明チーム）                             |
| 曲順                        | アーティスト名                                     | 楽曲                                               | 曲順                                               | アーティスト名                                     | 楽曲                                               |                                                    |
| 前半                        | 前半                                               | 前半                                               | 前半                                               | 前半                                               | 前半                                               | 前半                                               |
| --------------------------- | -------------------------------------------------- | -------------------------------------------------- | -------------------------------------------------- | -------------------------------------------------- | -------------------------------------------------- | -------------------------------------------------- |
| スコーパー対決              | 1                                                  | 神谷真子                                           | 最後の雨／中西保志                                 | 2                                                  | 染谷香衣                                           | 瑠璃色の地球／松田聖子                             |
| 安心やまなしメモ[注 6] 対決 | 3                                                  | 小松千絵                                           | ばらベルサイユ／朝海ひかる・舞風りらほか           | 4                                                  | 渡邉尚 （ディレクター）                            | CHA-LA HEAD-CHA-LA／影山ヒロノブ                   |
| 後半                        |                                                    |                                                    |                                                    |                                                    |                                                    |                                                    |
| 天気予報対決                | 6                                                  | 宮田雄一朗 （気象予報士）                          | パプリカ／米津玄師                                 | 5                                                  | 小田切裕 （気象予報士）                            | Gang★／福山雅治                                    |
| 最終決戦                    | 8                                                  | いしいそうたろう                                   | 2億4千万の瞳-エキゾチック・ジャパン-／郷ひろみ     | 7                                                  | 櫻井和明                                           | 15の夜／尾崎豊                                     |
| エキシビジョン              | 水田飛翔夢（吉本興業マネージャー） 島人の宝／BEGIN | 水田飛翔夢（吉本興業マネージャー） 島人の宝／BEGIN | 水田飛翔夢（吉本興業マネージャー） 島人の宝／BEGIN | 水田飛翔夢（吉本興業マネージャー） 島人の宝／BEGIN | 水田飛翔夢（吉本興業マネージャー） 島人の宝／BEGIN | 水田飛翔夢（吉本興業マネージャー） 島人の宝／BEGIN |
| 得点結果                    | 330.241点                                          | 330.241点                                          | 330.241点                                          | 343.362点（優勝）                                  | 343.362点（優勝）                                  | 343.362点（優勝）                                  |
- 勝手に山梨紅白歌合戦！2023

2023年12月26日放送にて、昨年同様にゲストを迎えてカラオケ対決をした。
|                | 白組（櫻井和明チーム）                                  | 白組（櫻井和明チーム）                                  | 白組（櫻井和明チーム）                                  | 紅組（いしいそうたろうチーム）                          | 紅組（いしいそうたろうチーム）                          | 紅組（いしいそうたろうチーム）                          |
| 曲順           | アーティスト名                                          | 楽曲                                                    | 曲順                                                    | アーティスト名                                          | 楽曲                                                    |                                                         |
| 前半           | 前半                                                    | 前半                                                    | 前半                                                    | 前半                                                    | 前半                                                    | 前半                                                    |
| -------------- | ------------------------------------------------------- | ------------------------------------------------------- | ------------------------------------------------------- | ------------------------------------------------------- | ------------------------------------------------------- | ------------------------------------------------------- |
| 第1回戦        | 1                                                       | 服部廉太郎                                              | また逢う日まで／尾崎紀世彦                              | 2                                                       | S （寿司・和食おかめ・若女将）                          | おさかな天国／柴矢裕美                                  |
| 第2回戦        | 3                                                       | 水田飛翔夢 （吉本興業マネージャー）                     | リライト／ASIAN KUNG-FU GENERATION                      | 4                                                       | Y （サンマルシェふじかわ・チュチュレディー）            | マリーゴールド／あいみょん                              |
| 後半           |                                                         |                                                         |                                                         |                                                         |                                                         |                                                         |
| 第3回戦        | 5                                                       | 小松千絵                                                | 太田裕美／木綿のハンカチーフ                            | 6                                                       | 内田名人 （山梨在住ライター）                           | ラブレター／THE BLUE HEARTS                             |
| 最終決戦       | 7                                                       | 櫻井和明                                                | BUMP OF CHICKEN／天体観測                               | 8                                                       | いしいそうたろう                                        | バンザイ〜好きでよかった〜／ウルフルズ                  |
| エキシビジョン | &AKI&（安藤あき・シンガーソングライター） KAN／愛は勝つ | &AKI&（安藤あき・シンガーソングライター） KAN／愛は勝つ | &AKI&（安藤あき・シンガーソングライター） KAN／愛は勝つ | &AKI&（安藤あき・シンガーソングライター） KAN／愛は勝つ | &AKI&（安藤あき・シンガーソングライター） KAN／愛は勝つ | &AKI&（安藤あき・シンガーソングライター） KAN／愛は勝つ |
| 得点結果       | 357.496点（優勝）                                       | 357.496点（優勝）                                       | 357.496点（優勝）                                       | 356点                                                   | 356点                                                   | 356点                                                   |
- チューチュークリスマス歌合戦！2024

2024年12月24日放送にて、例年同様ゲストを迎えてカラオケ対決をした。
|                | 櫻井トナカイチーム     | 櫻井トナカイチーム                 | 櫻井トナカイチーム                                   | いしいサンタチーム     | いしいサンタチーム                          | いしいサンタチーム                                            |
| 曲順           | アーティスト名         | 楽曲                               | 曲順                                                 | アーティスト名         | 楽曲                                        |                                                               |
| 前半           | 前半                   | 前半                               | 前半                                                 | 前半                   | 前半                                        | 前半                                                          |
| -------------- | ---------------------- | ---------------------------------- | ---------------------------------------------------- | ---------------------- | ------------------------------------------- | ------------------------------------------------------------- |
| 第1回戦        | 1                      | 奥田歩美                           | マリーゴールド／あいみょん                           | 2                      | 鈴木くん （新人ミキサー）                   | ロード／The 虎舞竜                                            |
| 第2回戦        | 3                      | 小松千絵                           | 真宮寺さくら（横山智佐）＆帝国歌劇団／檄！帝国華撃団 | 4                      | いず美ん （いしいそうたろう応援団隊長）     | 東京／JUJUi                                                   |
| 後半           |                        |                                    |                                                      |                        |                                             |                                                               |
| 第3回戦        | 5                      | 小林邦照 （ててて!TVディレクター） | 悲しみにさよなら／安全地帯                           | 6                      | まぁたん （CENTURY21 NEXT STYLE代表取締役） | 俺ら東京さ行ぐだ／吉幾三                                      |
| 大将戦         | 7                      | 櫻井和明                           | 浪漫飛行／米米CLUB                                   | 8                      | いしいそうたろう                            | WOW WAR TONIGHT 〜時には起こせよムーヴメント／H Jungle with t |
| エキシビジョン | 広瀬愛菜 メリクリ／BoA | 広瀬愛菜 メリクリ／BoA             | 広瀬愛菜 メリクリ／BoA                               | 広瀬愛菜 メリクリ／BoA | 広瀬愛菜 メリクリ／BoA                      | 広瀬愛菜 メリクリ／BoA                                        |
| 得点結果       | 345.030点              | 345.030点                          | 345.030点                                            | 362.389点（優勝）      | 362.389点（優勝）                           | 362.389点（優勝）                                             |